# Lettország a 2022. évi téli olimpiai játékokon
Lettország a kínai Pekingben megrendezett 2022. évi téli olimpiai játékok egyik részt vevő nemzete volt. Az országot az olimpián 11 sportágban 60 sportoló képviselte, akik összesen 1 érmet szereztek.

## Érmesek
| Érem  | Versenyző                                                 | Sportág | Versenyszám  |
| ----- | --------------------------------------------------------- | ------- | ------------ |
| Bronz | Elīza Tīruma Kristers Aparjods Mārtiņš Bots Roberts Plūme | Szánkó  | Vegyes váltó |

## Alpesisí
Férfi
| Versenyző             | Versenyszám      | 1. futam      | 1. futam      | 2. futam | 2. futam | Összesítés | Összesítés |
| Versenyző             | Versenyszám      | Idő           | Hely.         | Idő      | Hely.    | Idő        | Helyezés   |
| --------------------- | ---------------- | ------------- | ------------- | -------- | -------- | ---------- | ---------- |
| Miks Edgars Zvejnieks | Óriás-műlesiklás | 1:09,59       | 33.           | 1:13,04  | 26.      | 2:22,63    | 26.        |
| Miks Edgars Zvejnieks | Műlesiklás       | nem ért célba | nem ért célba | kiesett  | kiesett  | kiesett    | kiesett    |

Női
| Versenyző     | Versenyszám | 1. futam | 1. futam | 2. futam      | 2. futam      | Összesítés | Összesítés |
| Versenyző     | Versenyszám | Idő      | Hely.    | Idő           | Hely.         | Idő        | Helyezés   |
| ------------- | ----------- | -------- | -------- | ------------- | ------------- | ---------- | ---------- |
| Liene Bondare | Műlesiklás  | 1:00,45  | 48.      | nem ért célba | nem ért célba | kiesett    | kiesett    |

## Biatlon
Női
| Versenyző     | Versenyszám            | Időeredmény | Lövőhiba    | Helyezés |
| ------------- | ---------------------- | ----------- | ----------- | -------- |
| Baiba Bendika | 7,5 km sprint          | 23:20,7     | 3 (1+2)     | 50.      |
| Baiba Bendika | 10 km üldözőverseny    | 41:11,9     | 6 (2+1+2+1) | 48.      |
| Baiba Bendika | 15 km egyéni indításos | 51:10,3     | 6 (1+3+0+2) | 58.      |

## Bob
Férfi
| Versenyző                                                    | Versenyszám | 1. futam | 1. futam | 2. futam | 2. futam | 3. futam | 3. futam | 4. futam | 4. futam | Összesítés | Összesítés |
| Versenyző                                                    | Versenyszám | Idő      | Hely.    | Idő      | Hely.    | Idő      | Hely.    | Idő      | Hely.    | Idő        | Helyezés   |
| ------------------------------------------------------------ | ----------- | -------- | -------- | -------- | -------- | -------- | -------- | -------- | -------- | ---------- | ---------- |
| Oskars Ķibermanis* Matīss Miknis                             | Kettes      | 59,65    | 10.      | 59,94    | 7.       | 59,82    | 10.      | 59,93    | 5.       | 3:59,34    | 9.         |
| Emīls Cipulis* Edgars Nemme                                  | Kettes      | 1:00,00  | 18.      | 1:00,24  | 16.      | 1:00,20  | 16.      | 1:00,46  | 18.      | 4:00,90    | 17.        |
| Oskars Ķibermanis* Dāvis Spriņģis Matīss Miknis Edgars Nemme | Négyes      | 58,70    | 7.       | 58,86    | 2.       | 58,41    | 4.       | 59,30    | =5.      | 3:55,27    | 5.         |

* – a bob vezetője

## Északi összetett
| Versenyző           | Versenyszám        | Síugrás | Síugrás | Síugrás | Síugrás    | Sífutás       | Sífutás       | Összesítés    | Összesítés    |
| Versenyző           | Versenyszám        | Táv     | Pont    | Hely.   | Időhátrány | Idő           | Hely.         | Idő           | Helyezés      |
| ------------------- | ------------------ | ------- | ------- | ------- | ---------- | ------------- | ------------- | ------------- | ------------- |
| Markuss Vinogradovs | Normálsánc + 10 km | 72,0    | 55,0    | 43.     | +5:12      | 29:22,4       | 44.           | 34:34,4       | 44.           |
| Markuss Vinogradovs | Nagysánc + 10 km   | 88,0    | 30,9    | 47.     | +7:16      | nem ért célba | nem ért célba | nem ért célba | nem ért célba |

## Gyorskorcsolya
Férfi
| Versenyző      | Versenyszám | Eredmény | Helyezés |
| -------------- | ----------- | -------- | -------- |
| Haralds Silovs | 1500 m      | 1:48,24  | 24.      |

Tömegrajtos
| Versenyző      | Versenyszám | Elődöntő | Elődöntő | Elődöntő | Döntő   | Döntő   | Helyezés |
| Versenyző      | Versenyszám | Pont     | Idő      | Hely.    | Pont    | Idő     | Helyezés |
| -------------- | ----------- | -------- | -------- | -------- | ------- | ------- | -------- |
| Haralds Silovs | Férfi       | 3        | 7:59,50  | 9.       | kiesett | kiesett | 17.      |

## Jégkorong

### Férfi
- Szövetségi kapitány:  Harijs Vītoliņš

| Lett nemzeti férfi jégkorongcsapat-játékoskeret | Lett nemzeti férfi jégkorongcsapat-játékoskeret | Lett nemzeti férfi jégkorongcsapat-játékoskeret | Lett nemzeti férfi jégkorongcsapat-játékoskeret | Lett nemzeti férfi jégkorongcsapat-játékoskeret | Lett nemzeti férfi jégkorongcsapat-játékoskeret | Lett nemzeti férfi jégkorongcsapat-játékoskeret | Lett nemzeti férfi jégkorongcsapat-játékoskeret |
| #                                               | Poszt                                           | Név                                             | Magasság                                        | Súly                                            | Születési idő                                   | Klub az olimpia idején                          |                                                 |
| ----------------------------------------------- | ----------------------------------------------- | ----------------------------------------------- | ----------------------------------------------- | ----------------------------------------------- | ----------------------------------------------- | ----------------------------------------------- | ----------------------------------------------- |
| 9                                               | F                                               | Renārs Krastenbergs                             | 183 cm (6 ft 0 in)                              | 84 kg (185 lb)                                  | 1998. december 26.                              | EC VSV                                          |                                                 |
| 10                                              | F                                               | Lauris Dārziņš                                  | 191 cm (6 ft 3 in)                              | 91 kg (201 lb)                                  | 1985. január 28.                                | Dinamo Riga                                     |                                                 |
| 14                                              | F                                               | Rihards Bukarts                                 | 178 cm (5 ft 10 in)                             | 84 kg (185 lb)                                  | 1995. december 31.                              | Admiral Vladivostok                             |                                                 |
| 15                                              | F                                               | Mārtiņš Karsums                                 | 178 cm (5 ft 10 in)                             | 98 kg (216 lb)                                  | 1986. február 26.                               | Dinamo Riga                                     |                                                 |
| 16                                              | F                                               | Kaspars Daugaviņš                               | 183 cm (6 ft 0 in)                              | 100 kg (220 lb)                                 | 1988. május 18.                                 | SC Bern                                         |                                                 |
| 17                                              | F                                               | Mārtiņš Dzierkals                               | 183 cm (6 ft 0 in)                              | 84 kg (185 lb)                                  | 1997. április 4.                                | HC Škoda Plzeň                                  |                                                 |
| 18                                              | F                                               | Rodrigo Ābols                                   | 193 cm (6 ft 4 in)                              | 85 kg (187 lb)                                  | 1996. január 5.                                 | Örebro HK                                       |                                                 |
| 23                                              | D                                               | Kārlis Čukste                                   | 193 cm (6 ft 4 in)                              | 100 kg (220 lb)                                 | 1997. június 17.                                | Dinamo Riga                                     |                                                 |
| 24                                              | D                                               | Patriks Ozols                                   | 180 cm (5 ft 11 in)                             | 84 kg (185 lb)                                  | 2001. február 2.                                | Dinamo Riga                                     |                                                 |
| 25                                              | F                                               | Andris Džeriņš                                  | 185 cm (6 ft 1 in)                              | 87 kg (192 lb)                                  | 1988. február 14.                               | Steinbach Black Wings 1992                      |                                                 |
| 26                                              | D                                               | Uvis Jānis Balinskis                            | 178 cm (5 ft 10 in)                             | 76 kg (168 lb)                                  | 1996. augusztus 1.                              | HC Verva Litvínov                               |                                                 |
| 27                                              | D                                               | Oskars Cibuļskis                                | 188 cm (6 ft 2 in)                              | 86 kg (190 lb)                                  | 1988. április 9.                                | Dinamo Riga                                     |                                                 |
| 29                                              | D                                               | Ralfs Freibergs                                 | 180 cm (5 ft 11 in)                             | 87 kg (192 lb)                                  | 1991. május 17.                                 | Dinamo Riga                                     |                                                 |
| 32                                              | D                                               | Artūrs Kulda                                    | 188 cm (6 ft 2 in)                              | 98 kg (216 lb)                                  | 1988. július 25.                                | Krefeld Pinguine                                |                                                 |
| 48                                              | D                                               | Nauris Sējējs                                   | 180 cm (5 ft 11 in)                             | 84 kg (185 lb)                                  | 2001. március 15.                               | HC La Chaux-de-Fonds                            |                                                 |
| 50                                              | G                                               | Kristers Gudļevskis                             | 193 cm (6 ft 4 in)                              | 89 kg (196 lb)                                  | 1992. július 31.                                | Brynäs IF                                       |                                                 |
| 55                                              | D                                               | Roberts Mamčics                                 | 195 cm (6 ft 5 in)                              | 105 kg (231 lb)                                 | 1995. április 6.                                | PSG Berani Zlín                                 |                                                 |
| 69                                              | F                                               | Nikolajs Jeļisejevs                             | 180 cm (5 ft 11 in)                             | 86 kg (190 lb)                                  | 1994. július 7.                                 | Dinamo Riga                                     |                                                 |
| 70                                              | F                                               | Miks Indrašis                                   | 191 cm (6 ft 3 in)                              | 85 kg (187 lb)                                  | 1990. szeptember 30.                            | Admiral Vladivostok                             |                                                 |
| 72                                              | D                                               | Jānis Jaks                                      | 185 cm (6 ft 1 in)                              | 86 kg (190 lb)                                  | 1995. augusztus 22.                             | HC Sochi                                        |                                                 |
| 73                                              | F                                               | Deniss Smirnovs                                 | 178 cm (5 ft 10 in)                             | 82 kg (181 lb)                                  | 1999. március 7.                                | Genève-Servette HC                              |                                                 |
| 74                                              | G                                               | Ivars Punnenovs                                 | 185 cm (6 ft 1 in)                              | 85 kg (187 lb)                                  | 1994. május 30.                                 | SCL Tigers                                      |                                                 |
| 77                                              | D                                               | Kristaps Zīle                                   | 185 cm (6 ft 1 in)                              | 85 kg (187 lb)                                  | 1997. december 24.                              | Dinamo Riga                                     |                                                 |
| 87                                              | F                                               | Gints Meija                                     | 185 cm (6 ft 1 in)                              | 80 kg (180 lb)                                  | 1987. szeptember 4.                             | Dinamo Riga                                     |                                                 |
| 91                                              | F                                               | Ronalds Ķēniņš                                  | 183 cm (6 ft 0 in)                              | 91 kg (201 lb)                                  | 1991. február 28.                               | Lausanne HC                                     |                                                 |
| 95                                              | F                                               | Oskars Batņa                                    | 195 cm (6 ft 5 in)                              | 100 kg (220 lb)                                 | 1995. május 7.                                  | Mikkelin Jukurit                                |                                                 |
| 98                                              | G                                               | Jānis Kalniņš                                   | 183 cm (6 ft 0 in)                              | 87 kg (192 lb)                                  | 1991. december 13.                              | Växjö Lakers HC                                 |                                                 |

Csoportkör
C csoport
| Hely. | Csapat           | M | Gy | HGy | HV | V | G+ | G– | Gk | P | Továbbjutás                       |
| ----- | ---------------- | - | -- | --- | -- | - | -- | -- | -- | - | --------------------------------- |
| 1.    | Finnország (FIN) | 3 | 2  | 1   | 0  | 0 | 13 | 6  | +7 | 8 | Továbbjutott a negyeddöntőbe      |
| 2.    | Svédország (SWE) | 3 | 2  | 0   | 1  | 0 | 10 | 7  | +3 | 7 | Továbbjutott a negyeddöntőbe      |
| 3.    | Szlovákia (SVK)  | 3 | 1  | 0   | 0  | 2 | 8  | 12 | −4 | 3 | A negyeddöntőbe jutásért játszott |
| 4.    | Lettország (LAT) | 3 | 0  | 0   | 0  | 3 | 5  | 11 | −6 | 0 | A negyeddöntőbe jutásért játszott |

| 2022. február 10. 12:10 (5:10) | Svédország (SWE) | 3–2 (1–0, 2–1, 0–1) | Lettország (LAT) | Beijing National Indoor Stadium, Peking Nézőszám: 873 |

| Jegyzőkönyv | Jegyzőkönyv    | Jegyzőkönyv                                    | Jegyzőkönyv     | Jegyzőkönyv                                                                            |
| --- | -------------- | ---------------------------------------------- | --------------- | -------------------------------------------------------------------------------------- |
| | Lars Johansson | Kapusok                                        | Ivars Punnenovs | Játékvezetők: Martin Fraňo Kristian Vikman Vonalbírók: William Hancock Nyikita Salagin |
| \| Wallmark (Holmberg, Olofsson) – 09:42 \| 1–0 \| \| \| Lander (Bromé, Klingberg) – 20:30 \| 2–0 \| \| \| Wallmark (Tömmernes, Pudas) (PP) – 33:39 \| 3–0 \| \| \| \| 3–1 \| 36:07 – Krastenbergs (Balinskis, Dārziņš) (PP) \| \| \| 3–2 \| 46:48 – Jeļisejevs (Dārziņš, Balinskis) (PP) \| |                |                                                |                 | Játékvezetők: Martin Fraňo Kristian Vikman Vonalbírók: William Hancock Nyikita Salagin |
| 8 perc | Büntetések     | 10 perc                                        |                 | Játékvezetők: Martin Fraňo Kristian Vikman Vonalbírók: William Hancock Nyikita Salagin |
| 26 | Lövések        | 17                                             |                 | Játékvezetők: Martin Fraňo Kristian Vikman Vonalbírók: William Hancock Nyikita Salagin |
| Wallmark (Holmberg, Olofsson) – 09:42 | 1–0            |                                                |                 | Játékvezetők: Martin Fraňo Kristian Vikman Vonalbírók: William Hancock Nyikita Salagin |
| Lander (Bromé, Klingberg) – 20:30 | 2–0            |                                                |                 | Játékvezetők: Martin Fraňo Kristian Vikman Vonalbírók: William Hancock Nyikita Salagin |
| Wallmark (Tömmernes, Pudas) (PP) – 33:39 | 3–0            |                                                |                 | Játékvezetők: Martin Fraňo Kristian Vikman Vonalbírók: William Hancock Nyikita Salagin |
| | 3–1            | 36:07 – Krastenbergs (Balinskis, Dārziņš) (PP) |                 |                                                                                        |
| | 3–2            | 46:48 – Jeļisejevs (Dārziņš, Balinskis) (PP)   |                 |                                                                                        |

| 2022. február 11. 21:10 (14:10) | Lettország (LAT) | 1–3 (0–0, 0–1, 1–2) | Finnország (FIN) | Wukesong Arena, Peking Nézőszám: 904 |

| Jegyzőkönyv | Jegyzőkönyv   | Jegyzőkönyv                             | Jegyzőkönyv  | Jegyzőkönyv                                                                      |
| --- | ------------- | --------------------------------------- | ------------ | -------------------------------------------------------------------------------- |
| | Jānis Kalniņš | Kapusok                                 | Harri Säteri | Játékvezetők: Oliver Gouin Mikael Nord Vonalbírók: Ludvig Lundgren Dmitrij Sislo |
| \| \| 0–1 \| 37:59 – Kemiläinen (Lehtonen, Nättinen) \| \| Ābols (Krastenbergs, Smirnovs) (PP) – 43:01 \| 1–1 \| \| \| \| 1–2 \| 54:42 – Komarov (Hietanen, Ohtamaa) \| \| \| 1–3 \| 58:43 – Anttila (Mäenalanen, Lindbohm) \| |               |                                         |              | Játékvezetők: Oliver Gouin Mikael Nord Vonalbírók: Ludvig Lundgren Dmitrij Sislo |
| 6 perc | Büntetések    | 4 perc                                  |              | Játékvezetők: Oliver Gouin Mikael Nord Vonalbírók: Ludvig Lundgren Dmitrij Sislo |
| 20 | Lövések       | 38                                      |              | Játékvezetők: Oliver Gouin Mikael Nord Vonalbírók: Ludvig Lundgren Dmitrij Sislo |
| | 0–1           | 37:59 – Kemiläinen (Lehtonen, Nättinen) |              | Játékvezetők: Oliver Gouin Mikael Nord Vonalbírók: Ludvig Lundgren Dmitrij Sislo |
| Ābols (Krastenbergs, Smirnovs) (PP) – 43:01 | 1–1           |                                         |              | Játékvezetők: Oliver Gouin Mikael Nord Vonalbírók: Ludvig Lundgren Dmitrij Sislo |
| | 1–2           | 54:42 – Komarov (Hietanen, Ohtamaa)     |              | Játékvezetők: Oliver Gouin Mikael Nord Vonalbírók: Ludvig Lundgren Dmitrij Sislo |
| | 1–3           | 58:43 – Anttila (Mäenalanen, Lindbohm)  |              |                                                                                  |

| 2022. február 13. 12:10 (5:10) | Szlovákia (SVK) | 5–2 (1–1, 2–0, 2–1) | Lettország (LAT) | Beijing National Indoor Stadium, Peking Nézőszám: 943 |

| Jegyzőkönyv | Jegyzőkönyv  | Jegyzőkönyv                          | Jegyzőkönyv   | Jegyzőkönyv                                                                      |
| --- | ------------ | ------------------------------------ | ------------- | -------------------------------------------------------------------------------- |
| | Patrik Rybár | Kapusok                              | Jānis Kalniņš | Játékvezetők: Oliver Gouin Mikael Nord Vonalbírók: Ludvig Lundgren Dmitrij Sislo |
| \| Marinčin (Jurčo, Hudáček) – 11:00 \| 1–0 \| \| \| \| 1–1 \| 15:46 – Ķēniņš (Ābols, Krastenbergs) \| \| Cehlárik (Hrivík, Takáč) – 26:17 \| 2–1 \| \| \| Slafkovský – 31:16 \| 3–1 \| \| \| \| 3–2 \| 42:07 – Indrašis (Meija, Cibuļskis) \| \| Zuzin (Kelemen, Čerešňák) – 49:21 \| 4–2 \| \| \| Jurčo (ENG) – 59:59 \| 5–2 \| \| |              |                                      |               | Játékvezetők: Oliver Gouin Mikael Nord Vonalbírók: Ludvig Lundgren Dmitrij Sislo |
| 4 perc | Büntetések   | 2 perc                               |               | Játékvezetők: Oliver Gouin Mikael Nord Vonalbírók: Ludvig Lundgren Dmitrij Sislo |
| 33 | Lövések      | 20                                   |               | Játékvezetők: Oliver Gouin Mikael Nord Vonalbírók: Ludvig Lundgren Dmitrij Sislo |
| Marinčin (Jurčo, Hudáček) – 11:00 | 1–0          |                                      |               | Játékvezetők: Oliver Gouin Mikael Nord Vonalbírók: Ludvig Lundgren Dmitrij Sislo |
| | 1–1          | 15:46 – Ķēniņš (Ābols, Krastenbergs) |               | Játékvezetők: Oliver Gouin Mikael Nord Vonalbírók: Ludvig Lundgren Dmitrij Sislo |
| Cehlárik (Hrivík, Takáč) – 26:17 | 2–1          |                                      |               | Játékvezetők: Oliver Gouin Mikael Nord Vonalbírók: Ludvig Lundgren Dmitrij Sislo |
| Slafkovský – 31:16 | 3–1          |                                      |               |                                                                                  |
| | 3–2          | 42:07 – Indrašis (Meija, Cibuļskis)  |               |                                                                                  |
| Zuzin (Kelemen, Čerešňák) – 49:21 | 4–2          |                                      |               |                                                                                  |
| Jurčo (ENG) – 59:59 | 5–2          |                                      |               |                                                                                  |

Rájátszás a negyeddöntőért
| 2022. február 15. 14:00 (7:00) | Dánia (DEN) | 3–2 (1–1, 1–1, 1–0) | Lettország (LAT) | Wukesong Arena, Peking Nézőszám: 726 |

| Jegyzőkönyv | Jegyzőkönyv    | Jegyzőkönyv                                    | Jegyzőkönyv                   | Jegyzőkönyv                                                                           |
| --- | -------------- | ---------------------------------------------- | ----------------------------- | ------------------------------------------------------------------------------------- |
| | Sebastian Dahm | Kapusok                                        | Jānis Kalniņš Ivars Punnenovs | Játékvezetők: Andrew Bruggema André Schrader Vonalbírók: Dustin McCrank Dmitrij Sislo |
| \| Poulsen (Jakobsen, Lassen) – 12:02 \| 1–0 \| \| \| \| 1–1 \| 16:23 – Dārziņš (Krastenbergs, Cibuļskis) \| \| \| 1–2 \| 22:33 – Darzinš (Balinskis, Krastenbergs) (PP) \| \| Jakobsen (Meyer) – 36:57 \| 2–2 \| \| \| Lauridsen (Bødker, Nielsen) (PP) – 41:45 \| 3–2 \| \| |                |                                                |                               | Játékvezetők: Andrew Bruggema André Schrader Vonalbírók: Dustin McCrank Dmitrij Sislo |
| 8 perc | Büntetések     | 8 perc                                         |                               | Játékvezetők: Andrew Bruggema André Schrader Vonalbírók: Dustin McCrank Dmitrij Sislo |
| 31 | Lövések        | 27                                             |                               | Játékvezetők: Andrew Bruggema André Schrader Vonalbírók: Dustin McCrank Dmitrij Sislo |
| Poulsen (Jakobsen, Lassen) – 12:02 | 1–0            |                                                |                               | Játékvezetők: Andrew Bruggema André Schrader Vonalbírók: Dustin McCrank Dmitrij Sislo |
| | 1–1            | 16:23 – Dārziņš (Krastenbergs, Cibuļskis)      |                               | Játékvezetők: Andrew Bruggema André Schrader Vonalbírók: Dustin McCrank Dmitrij Sislo |
| | 1–2            | 22:33 – Darzinš (Balinskis, Krastenbergs) (PP) |                               | Játékvezetők: Andrew Bruggema André Schrader Vonalbírók: Dustin McCrank Dmitrij Sislo |
| Jakobsen (Meyer) – 36:57 | 2–2            |                                                |                               |                                                                                       |
| Lauridsen (Bødker, Nielsen) (PP) – 41:45 | 3–2            |                                                |                               |                                                                                       |

| Csapat           | Helyezés |
| ---------------- | -------- |
| Lettország (LAT) | 11.      |

## Műkorcsolya
| Versenyző        | Versenyszám  | Rövid program | Rövid program | Kűr    | Kűr   | Összesítés | Összesítés |
| Versenyző        | Versenyszám  | Pont          | Hely.         | Pont   | Hely. | Pont       | Helyezés   |
| ---------------- | ------------ | ------------- | ------------- | ------ | ----- | ---------- | ---------- |
| Deniss Vasiļjevs | Férfi egyéni | 85,30         | 16.           | 167,41 | 12.   | 252,71     | 13.        |

## Rövidpályás gyorskorcsolya
Férfi
| Versenyző         | Versenyszám | Előfutam | Előfutam | Negyeddöntő | Negyeddöntő | Elődöntő | Elődöntő | B döntő  | B döntő | Döntő   | Döntő   | Helyezés |
| Versenyző         | Versenyszám | Idő      | Hely.    | Idő         | Hely.       | Idő      | Hely.    | Idő      | Hely.   | Idő     | Hely.   | Helyezés |
| ----------------- | ----------- | -------- | -------- | ----------- | ----------- | -------- | -------- | -------- | ------- | ------- | ------- | -------- |
| Reinis Bērziņš    | 1500 m      |          |          | 2:15,371    | 5. ADV      | 2:14,714 | 4.       | 2:18,499 | 5.      |         |         | 15.      |
| Roberts Krūzbergs | 500 m       | 40,430   | 3.       | 40,694      | 3.          | 41,870   | 5.       | 41,465   | 4.      |         |         | 9.       |
| Roberts Krūzbergs | 1000 m      | 1:23,979 | 3.       | kiesett     | kiesett     | kiesett  | kiesett  | kiesett  | kiesett | kiesett | kiesett | 20.      |
| Roberts Krūzbergs | 1500 m      |          |          | 2:10,999    | 5.          | kiesett  | kiesett  | kiesett  | kiesett | kiesett | kiesett | 26.      |

## Sífutás
Távolsági
Férfi
| Versenyző       | Versenyszám | Klasszikus | Klasszikus | Szabad     | Szabad     | Összesen   | Összesen |
| Versenyző       | Versenyszám | Idő        | Hely.      | Idő        | Hely.      | Idő        | Helyezés |
| --------------- | ----------- | ---------- | ---------- | ---------- | ---------- | ---------- | -------- |
| Roberts Slotiņš | 15 km       |            |            |            |            | 44:44,8    | 74.      |
| Roberts Slotiņš | 50 km       |            |            |            |            | 1:24:46,4  | 54.      |
| Raimo Vīgants   | 15 km       |            |            |            |            | 43:10,9    | 62.      |
| Raimo Vīgants   | 30 km       | 44:05,9    | 50.        | lekörözték | lekörözték | lekörözték | 51.      |
| Raimo Vīgants   | 50 km       |            |            |            |            | 1:18:55,2  | 44.      |

Női
| Versenyző                                                  | Versenyszám    | Klasszikus | Klasszikus | Szabad     | Szabad     | Összesen   | Összesen   |
| Versenyző                                                  | Versenyszám    | Idő        | Hely.      | Idő        | Hely.      | Idő        | Helyezés   |
| ---------------------------------------------------------- | -------------- | ---------- | ---------- | ---------- | ---------- | ---------- | ---------- |
| Kitija Auziņa                                              | 10 km          |            |            |            |            | 33:26,3    | 68.        |
| Baiba Bendika                                              | 30 km          |            |            |            |            | 1:33:37,8  | 31.        |
| Patrīcija Eiduka                                           | 10 km          |            |            |            |            | 30:34,7    | 23.        |
| Patrīcija Eiduka                                           | 15 km          | nem indult | nem indult | nem indult | nem indult | nem indult | nem indult |
| Patrīcija Eiduka                                           | 30 km          |            |            |            |            | 1:33:51,2  | 32.        |
| Samanta Krampe                                             | 10 km          |            |            |            |            | 39:34,2    | 93.        |
| Estere Volfa                                               | 10 km          |            |            |            |            | 36:36,9    | 84.        |
| Patrīcija Eiduka Kitija Auziņa Estere Volfa Samanta Krampe | 4 × 5 km váltó |            |            |            |            | 1:01:20,6  | 17.        |

Sprint
| Versenyző                     | Versenyszám         | Selejtező | Selejtező | Negyeddöntő | Negyeddöntő | Elődöntő | Elődöntő | Döntő   | Helyezés |
| Versenyző                     | Versenyszám         | Idő       | Hely.     | Idő         | Hely.       | Idő      | Hely.    | Idő     | Helyezés |
| ----------------------------- | ------------------- | --------- | --------- | ----------- | ----------- | -------- | -------- | ------- | -------- |
| Roberts Slotiņš               | Férfi egyéni sprint | 3:07,41   | 70.       | kiesett     | kiesett     | kiesett  | kiesett  | kiesett | 70.      |
| Raimo Vīgants                 | Férfi egyéni sprint | 2:53,98   | 28.       | 3:06,63     | 4.          | kiesett  | kiesett  | kiesett | 20.      |
| Roberts Slotiņš Raimo Vīgants | Férfi csapatsprint  |           |           |             |             | 21:06,82 | 11.      | kiesett | 21.      |
| Kitija Auziņa                 | Női egyéni sprint   | 3:51,60   | 76.       | kiesett     | kiesett     | kiesett  | kiesett  | kiesett | 76.      |
| Patrīcija Eiduka              | Női egyéni sprint   | 3:24,32   | 32.       | kiesett     | kiesett     | kiesett  | kiesett  | kiesett | 32.      |
| Samanta Krampe                | Női egyéni sprint   | 3:46,66   | 73.       | kiesett     | kiesett     | kiesett  | kiesett  | kiesett | 73.      |
| Estere Volfa                  | Női egyéni sprint   | 4:03,36   | 81.       | kiesett     | kiesett     | kiesett  | kiesett  | kiesett | 81.      |
| Kitija Auziņa Estere Volfa    | Női csapatsprint    |           |           |             |             | 26:46,26 | 11.      | kiesett | 21.      |

## Szánkó
| Versenyző                  | Versenyszám | 1. futam | 1. futam | 2. futam | 2. futam | 3. futam | 3. futam | 4. futam | 4. futam | Összesítés | Összesítés |
| Versenyző                  | Versenyszám | Idő      | Hely.    | Idő      | Hely.    | Idő      | Hely.    | Idő      | Hely.    | Idő        | Helyezés   |
| -------------------------- | ----------- | -------- | -------- | -------- | -------- | -------- | -------- | -------- | -------- | ---------- | ---------- |
| Kristers Aparjods          | Férfi egyes | 57,364   | 4.       | 57,597   | 6.       | 57,399   | 4.       | 57,693   | 9.       | 3:50,053   | 5.         |
| Gints Bērziņš              | Férfi egyes | 57,414   | 7.       | 57,709   | 7.       | 57,480   | 6.       | 57,570   | 7.       | 3:50,173   | 7.         |
| Artūrs Dārznieks           | Férfi egyes | 58,166   | 17.      | 59,370   | 28.      | 57,932   | 12.      | 58,241   | 17.      | 3:53,709   | 18.        |
| Mārtiņš Bots Roberts Plūme | Kettes      | 58,628   | 5.       | 58,791   | 5.       |          |          |          |          | 1:57,419   | 4.         |
| Andris Šics Juris Šics     | Kettes      | 58,703   | 6.       | 58,734   | 4.       |          |          |          |          | 1:57,437   | 5.         |
| Kendija Aparjode           | Női egyes   | 59,107   | 13.      | 59,020   | 7.       | 58,928   | 15.      | 59,084   | 12.      | 3:56,139   | 11.        |
| Elīza Tīruma               | Női egyes   | 58,956   | 8.       | 58,849   | 6.       | 58,865   | 11.      | 58,771   | 8.       | 3:55,441   | 8.         |
| Elīna Ieva Vītola          | Női egyes   | 59,025   | 12.      | 59,140   | 14.      | 59,029   | 17.      | 1:00,957 | 18.      | 3:58,151   | 18.        |

| Versenyző                                                 | Versenyszám  | Női      | Női   | Férfi    | Férfi | Kettes   | Kettes | Összesítés | Összesítés               |
| Versenyző                                                 | Versenyszám  | Idő      | Hely. | Idő      | Hely. | Idő      | Hely.  | Idő        | Helyezés                 |
| --------------------------------------------------------- | ------------ | -------- | ----- | -------- | ----- | -------- | ------ | ---------- | ------------------------ |
| Elīza Tīruma Kristers Aparjods Mārtiņš Bots Roberts Plūme | Vegyes váltó | 1:00,578 | 5.    | 1:01,451 | 3.    | 1:02,325 | 5.     | 3:04,354   | 3. helyezett, bronzérmes |

## Szkeleton
| Versenyző      | Versenyszám | 1. futam | 1. futam | 2. futam | 2. futam | 3. futam | 3. futam | 4. futam | 4. futam | Összesítés | Összesítés |
| Versenyző      | Versenyszám | Idő      | Hely.    | Idő      | Hely.    | Idő      | Hely.    | Idő      | Hely.    | Idő        | Helyezés   |
| -------------- | ----------- | -------- | -------- | -------- | -------- | -------- | -------- | -------- | -------- | ---------- | ---------- |
| Martins Dukurs | Férfi       | 1:00,62  | 6.       | 1:00,62  | 3.       | 1:00,40  | 4.       | 1:01,12  | 13.      | 4:02,76    | 7.         |
| Tomass Dukurs  | Férfi       | 1:00,76  | 8.       | 1:00,79  | 7.       | 1:00,74  | 10.      | 1:00,92  | 10.      | 4:03,21    | 9.         |
| Endija Tērauda | Női         | 1:02,98  | 20.      | 1:03,15  | 19.      | 1:02,65  | 18.      | 1:02,79  | 17.      | 4:11,57    | 20.        |